# 和角仁
和角 仁（わずみ ひとし、1932年〈昭和7年〉12月1日 - ）は、日本の演劇評論家。歌舞伎・日本舞踊の研究でも知られる。日本演劇協会会員、日本演劇学会会員。予備校講師（古文担当）。テクニックを重視した授業は、グリデン古文と呼ばれ、当時の受験生から厚い支持を得ていた。

## 経歴
北海道に生まれる。早稲田大学大学院文学研究科（日本文学専攻）修了。三宅周太郎、安藤鶴夫、加賀山直三に師事し、1964年より歌舞伎の評論活動に入る。
『創』『朝日ジャーナル』『演劇界』などで評論活動を行う。あわせて1965年から1974年まで、目白学園短期大学（現目白大学短期大学部）講師（芸能史・歌舞伎・演出研究）を務める。
その後、劇団「民芸」の演出家、宮内満也と「劇団ピストールの会」を創り、1965年から2003年まで、俳優座劇場、本多劇場などで「令嬢ジュリー」「かもめ」などを公演する。また、1990年から1999年にかけて澤村宗十郎と提携「古典歌舞伎復活の会」を結成し、国立劇場で歌舞伎の公演活動を行う。
代々木ゼミナール、早稲田ゼミナール、東進ハイスクール、進学教室プレパ（東府中）などで講師を務めている。

## 著書

### 大学受験参考書
- 『みてすぐわかる古文』（三省堂、1982年）
- 『みてすぐわかる古文 続』（三省堂、1984年）
- 『みてすぐわかる古文演習』（三省堂、1986年 / 新版、1990年）
- 『みてすぐわかるグリデン古文』（三省堂、1989年）
- 『和角のグリデン古文』（三省堂、1994年）
- （北山雅珠）『和角・北山の文学史』（三省堂、1995年）
- （北山雅珠）『和角・北山の感動の古文単語148』（三省堂、1996年）
- 『絶対のグリデン古文』（三省堂、1999年）
- 『驚異のグリデン解法』（学習研究社、1987年 / 改訂版 『驚異のグリデン文法』、2002年）
- 『魔法のグリデン解釈』（学習研究社、1990年 / 改訂版、2002年）
- 『グリデン式傍線問題解法公式』（学習研究社、1993年）
- 『和角の古文頻出問題』（学習研究社、1994年）
- 『最強のグリデン古文実況放送（上）（下)』（ナガセ、1993年）

### 歌舞伎・日本舞踊関連書籍
- 『市川染五郎』（木耳社、1964年）
- 『若手歌舞伎俳優論』（新読書社、1968年）
- 『歌舞伎入門（文研の芸能鑑賞シリーズ）』（文研出版、1976年）
- 『日本舞踊大鑑 第1巻』（創紀房新社、1980年）
- 『日本舞踊大鑑 第2巻』（創紀房新社、1986年）
- 『歌舞伎（伝統芸能シリーズ 2）』（ぎょうせい、1990年)
- （樋口和宏）『歌舞伎入門事典』（雄山閣出版、1994年 / 第2版、1997年）
- 『あなたの日本舞踊（全6巻）』（学習研究社、2003年）